# Mesterholdenes Europa Cup i håndbold 1980-81 (kvinder)
Mesterholdenes Europa Cup i håndbold 1980-81 for kvinder var den 21. udgave af Mesterholdenes Europa Cup i håndbold for kvinder. Turneringen havde deltagelse af 20 hold, som var blevet nationale mestre sæsonen forinden, samt de jugoslaviske sølvvindere fra RK Osijek, eftersom mesterholdet RK Radnički i forvejen var kvalificeret til turneringen som forsvarende mester. Den blev afviklet som en cupturnering, hvor alle opgørene blev afviklet over to kampe, hvor holdene mødtes både ude og hjemme.
Turneringen blev vundet af Spartak Kijev fra Sovjetunionen, som i finalen over to kampe besejrede de forsvarende mestre RK Radnički fra Jugoslavien med 39-26. Det var ottende gang i turneringens historie, at Spartak Kijev vandt titlen, mens RK Radnički efter to vundne finaler i sæsonerne 1975-76 og 1979-80 for første gang oplevede at tabe en finale.
Danmarks repræsentant i turneringen var de danske mestre fra Frederiksberg IF, som blev slået ud i 1/8-finalen, hvor holdet over to kampe spillede 25-25 mod VIF G. Dimitrov Sofia fra Bulgarien, som vandt den afgørende straffekastkonkurrence med 4-3.

## Resultater

### 1/16-finaler
| Dato   | Dato   | Hjemmehold i 1. kamp | Udehold i 1. kamp | Resultat | Resultat | Resultat |
| 1.kamp | 2.kamp | Hjemmehold i 1. kamp | Udehold i 1. kamp | Samlet   | 1.kamp   | 2.kamp   |
| ------ | ------ | -------------------- | ----------------- | -------- | -------- | -------- |
| 10.10. | 19.10. | Spartak Kijev        | Vasas SC          | 30–28    | 19-14    | 11-14    |
| ?      | ?      | Ruch Chorzów         | Berliner TSC      | ?–?      | ?-?      | ?-?      |
| ?      | 13.10. | HV Hellas            | HBC Bascharage    | 49–17    | 25-80    | 24-90    |
| 11.10. | 19.10. | RK Osijek            | Iber Valencia     | 45–31    | 25-15    | 20-16    |
| ?      | ?      | LC Brühl             | HC Tongeren       | 20–16    | 10-80    | 10-80    |

### Ottendedelsfinaler
| Dato   | Dato   | Hjemmehold i 1. kamp    | Udehold i 1. kamp     | Resultat | Resultat | Resultat |
| 1.kamp | 2.kamp | Hjemmehold i 1. kamp    | Udehold i 1. kamp     | Samlet   | 1.kamp   | 2.kamp   |
| ------ | ------ | ----------------------- | --------------------- | -------- | -------- | -------- |
| 7.12.  | 14.12. | HV Hellas               | Spartak Kijev         | 14–53    | 08-20    | 06-33    |
| ?      | ?      | CS Ştiinţa Bacău        | Ruch Chorzów          | 31–33    | 17-15    | 14-18    |
| 14.12. | 15.12. | Frederiksberg IF        | VIF G. Dimitrov Sofia | 25–25    | 16-14    | 09-11    |
| 7.12.  | ?      | Iskra Partizánske       | Polisens IF           | 27–25    | 16-12    | 11-13    |
| 7.12.  | 14.12. | TSV Bayer 04 Leverkusen | Hypobank Südstadt     | 20–22    | 12-12    | 08-10    |
| 4.12.  | 6.12.  | RK Osijek               | Harazim Ramat Gan     | 55–18    | 29-70    | 26-11    |
| ?      | ?      | Skogn IL                | Paris Université Club | 28–23    | 16-12    | 12-11    |
| 7.12.  | 14.12. | RK Radnički             | LC Brühl              | 50–16    | 28-60    | 22-10    |

### Kvartfinaler
| Dato   | Dato   | Hjemmehold i 1. kamp | Udehold i 1. kamp     | Resultat | Resultat | Resultat |
| 1.kamp | 2.kamp | Hjemmehold i 1. kamp | Udehold i 1. kamp     | Samlet   | 1.kamp   | 2.kamp   |
| ------ | ------ | -------------------- | --------------------- | -------- | -------- | -------- |
| 19.1.  | ?      | Spartak Kijev        | Ruch Chorzów          | 39–27    | 20-16    | 19-11    |
| 19.1.  | ?      | Iskra Partizánske    | VIF G. Dimitrov Sofia | 30–38    | 18-17    | 12-21    |
| 19.1.  | 26.1.  | RK Osijek            | Hypobank Südstadt     | 25–24    | 17-14    | 18-10    |
| ?      | ?      | Skogn IL             | RK Radnički           | 29–42    | 12-16    | 17-26    |

### Semifinaler
| Dato   | Dato   | Hjemmehold i 1. kamp | Udehold i 1. kamp     | Resultat | Resultat | Resultat |
| 1.kamp | 2.kamp | Hjemmehold i 1. kamp | Udehold i 1. kamp     | Samlet   | 1.kamp   | 2.kamp   |
| ------ | ------ | -------------------- | --------------------- | -------- | -------- | -------- |
| 1.3.   | ?      | Spartak Kijev        | VIF G. Dimitrov Sofia | 41–30    | 22-11    | 19-19    |
| ?      | ?      | RK Osijek            | RK Radnički           | 31–33    | 19-18    | 12-15    |

### Finale
| Dato   | Dato   | Hjemmehold i 1. kamp | Udehold i 1. kamp | Resultat | Resultat | Resultat |
| 1.kamp | 2.kamp | Hjemmehold i 1. kamp | Udehold i 1. kamp | Samlet   | 1.kamp   | 2.kamp   |
| ------ | ------ | -------------------- | ----------------- | -------- | -------- | -------- |
| ?      | ?      | Spartak Kijev        | RK Radnički       | 39–26    | 22-13    | 17-13    |